# Taï-le
Cette page contient des caractères d'alphasyllabaires indiens. En cas de problème, consultez Aide:Unicode.

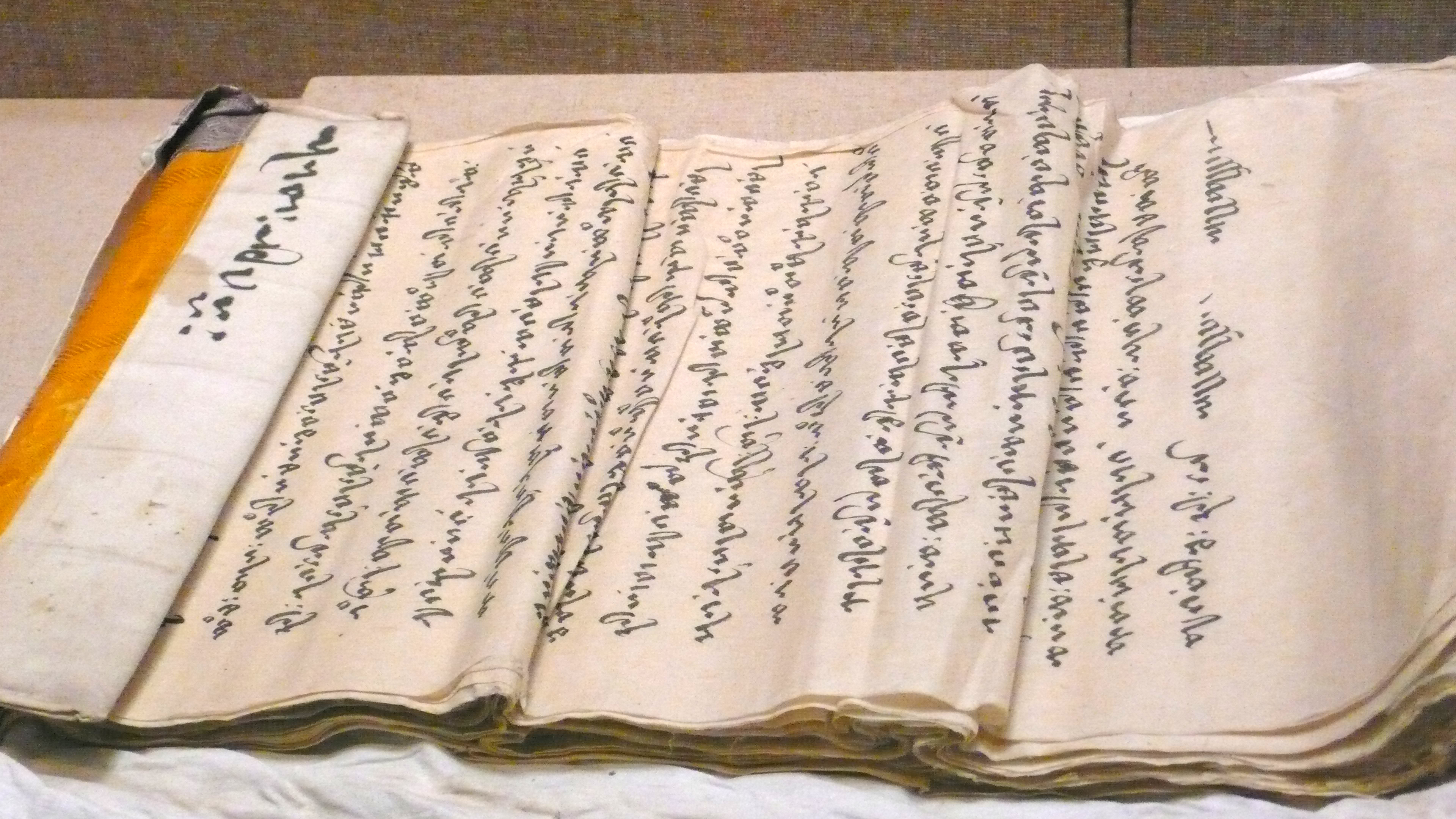

Le taï-le (chinois : 德宏傣文 ; pinyin : déhóng dăi wén ; litt. « écriture thaï de Dehong »)  est un alphasyllabaire utilisé pour l’écriture du tai nüa en Birmanie, en Chine, au Laos, en Thaïlande et au Vietnam. Il est développé au XIIIe siècle.
En Chine, le nouveau taï-lue (en) a été proposé par le gouvernement pour remplacer le taï-le pour l’écriture du lü. Cette nouvelle écriture est dérivée de l'ancien Tai Lue (th), « Dai Tam ».